# Dylan Damraoui
Dylan Damraoui (Brussel, 4 mei 1997) is een Belgisch voetballer. Damraoui komt sinds januari 2019 uit voor UR La Louvière Centre.

## Carrière
Damraoui speelde in de jeugd bij RSC Anderlecht en Club Brugge. In februari 2016 ruilde hij de beloften van Club Brugge voor die van Portland Timbers. Na anderhalf in de Verenigde Staten trok hij naar de Israëlische eersteklasser Hapoel Akko. Damraoui speelde er twintig wedstrijden in de Ligat Ha'Al, maar vertrok er na één seizoen vanwege financiële problemen bij de club.
Na zijn vertrek bij Hapoel Akko zat Damraoui een tijdje zonder club. Hij testte in de zomer bij 2018 bij FC Eindhoven, maar wist er geen contract in de wacht te slepen. Op 31 januari 2019 tekende Damraoui voor tweeënhalf seizoen bij UR La Louvière Centre. Enkele maanden later werd hij met de club al kampioen in Tweede klasse amateurs.

## Clubstatistieken
| Seizoen         | Club                  | Land                      | Competitie             | Competitie | Competitie | Beker | Beker | Supercup | Supercup | Europees | Europees | Totaal | Totaal |
| Seizoen         | Club                  | Land                      | Competitie             | Wed.       | Dlp.       | Wed.  | Dlp.  | Wed.     | Dlp.     | Wed.     | Dlp.     | Wed.   | Dlp.   |
| --------------- | --------------------- | ------------------------- | ---------------------- | ---------- | ---------- | ----- | ----- | -------- | -------- | -------- | -------- | ------ | ------ |
| 2016            | Portland Timbers II   | Vlag van Verenigde Staten | USL Championship       | 16         | 1          | 0     | 0     | —        | —        | —        | —        | 16     | 1      |
| 2017            | Portland Timbers II   | Vlag van Verenigde Staten | USL Championship       | 4          | 0          | 0     | 0     | —        | —        | —        | —        | 4      | 0      |
| 2017/18         | Hapoel Akko           | Vlag van Israël           | Ligat Ha'Al            | 20         | 0          | 2     | 0     | —        | —        | —        | —        | 22     | 0      |
| 2018/19         | UR La Louvière Centre | Vlag van België           | Tweede klasse amateurs | ?          | ?          | 0     | 0     | —        | —        | —        | —        | ?      | ?      |
| Carrière totaal | Carrière totaal       | Carrière totaal           | Carrière totaal        | 40         | 1          | 2     | 0     | 0        | 0        | 0        | 0        | 42     | 1      |

Bijgewerkt op 12 april 2019